# Cirque Gatti-Manetti

Le Cirque Gatti-Manetti est un cirque issu de la reprise du cirque équestre Guillaume par les 2 directeurs G. Gatti et Carlo Manetti.

## Histoire
Le cirque Gatti-Manetti est créé quand le directeur des écuries Giuseppe Gatti a épousé la veuve de Natale Guillaume, faisant de fait disparaître le nom des Guillaume . 
Ce cirque florentin, plutôt spécialisé dans la représentation de numéros équestres, a sillonné l'Italie entre 1885 et 1920 environ.
De grands artistes tels que le jongleur Enrico Rastelli, le nain Bagónghi (Giuseppe Rambelli) ou encore Tony Guido Manetti y ont côtoyé les écuyères Clotilde et Paolina Manetti.
Des représentations par ce cirque ont été données au Théâtre Malibran à Venise (1898) ou au Théâtre Storchi à Modène.